# Paracanthoisis
Paracanthoisis is een geslacht van neteldieren uit de klasse van de Anthozoa (bloemdieren).

## Soorten
- Paracanthoisis richerdeforgesi (Bayer & Stefani, 1987)
- Paracanthoisis simplex (Tixier-Durivault, 1970)